# 小行星197
小行星197（197 Arete）是一颗围绕太阳公转的小行星。1879年5月21日，約翰·帕利薩在普拉描述了此天体。
該小行星以希腊神话和《奥德赛》登场人物、阿尔基努斯的妻子阿瑞忒命名。
这颗小行星的绝对星等为9.18等。
每隔18年，小行星197都会公转至离第四号小行星灶神星0.04个天文单位以内。此时灶神星将会对小行星197产生引力摄动，通过研究可以直接准确测量灶神星的质量。

## 相关條目
- 小行星列表/10001-11000

## 外部連結
- Asteroid Lightcurve Database (LCDB)（页面存档备份，存于）, query form (info（页面存档备份，存于）)
- Dictionary of Minor Planet Names, Google books
- Discovery Circumstances: Numbered Minor Planets (10001)-(15000)（页面存档备份，存于） – Minor Planet Center
- 小行星197 at AstDyS-2, Asteroids—Dynamic Site
  - Ephemeris · Observation prediction · Orbital info · Proper elements · Observational info
- NASA JPL小天體瀏覽器上的小行星197

| 前一小行星： 小行星196 | 小行星列表 | 後一小行星： 小行星198 |